# Hipposideros caffer
Hipposideros caffer е вид бозайник от семейство Hipposideridae.

## Разпространение
Видът е разпространен в Ангола, Бенин, Ботсвана, Буркина Фасо, Бурунди, Габон, Гамбия, Гана, Гвинея, Гвинея-Бисау, Демократична република Конго, Екваториална Гвинея, Еритрея, Етиопия, Замбия, Зимбабве, Йемен, Камерун, Кения, Кот д'Ивоар, Мавритания, Малави, Мали, Мароко, Мозамбик, Намибия, Нигер, Нигерия, Руанда, Саудитска Арабия, Свазиленд, Сенегал, Сиера Леоне, Сомалия, Танзания, Того, Уганда, Чад, Южен Судан и Южна Африка.